# آوندوارها
آوندوارها (نام علمی: Cypseloides) نام یک سرده از تیره بادقپک است.

## گونه‌ها
- بادقپک خال‌پیشانی (Cypseloides cherriei)
- بادقپک چانه‌سفید (Cypseloides cryptus)
- بادقپک دوده‌ای (Cypseloides fumigatus)
- بادقپک سینه‌سفید (Cypseloides lemosi)
- بادقپک راتشیلد (Cypseloides rothschildi)
- بادقپک بزرگ تیره (Cypseloides senex)
- بادقپک پیشانی‌سفید (Cypseloides storeri)
- بادقپک طوق‌بلوطی (Cypseloides rutilus)
- بادقپک سیاه آمریکایی (Cypseloides niger)